# Relationsnorm
Der Begriff der Relationsnorm (von lateinisch relatio ‚Verhältnis‘) bezeichnet in der Rechtswissenschaft eine Rechtsnorm, die das Verhältnis eines Rechtssatzes oder eines Rechtsaktes zu potentiell mit diesen konkurrierenden Rechtssätzen oder -akten regelt.
Relationsnormen kommen vor in nationalen Gesetzen, beispielsweise:
- § 475 Abs. 2 BGB: „§ 447 Absatz 1 gilt mit der Maßgabe, […]“
- § 265 Abs. 1 StGB (am Ende): „Wer eine gegen Untergang, Beschädigung, Beeinträchtigung der Brauchbarkeit, Verlust oder Diebstahl versicherte Sache beschädigt, zerstört, in ihrer Brauchbarkeit beeinträchtigt, beiseite schafft oder einem anderen überläßt, um sich oder einem Dritten Leistungen aus der Versicherung zu verschaffen, wird mit Freiheitsstrafe bis zu drei Jahren oder mit Geldstrafe bestraft, wenn die Tat nicht in § 263 mit Strafe bedroht ist.“

und in internationalen Rechtsakten (Völkerrechtlicher Vertrag, Übereinkommen, EU-Verordnungen, EU-Richtlinien etc.), etwa:
- Art. 90 CISG: „Dieses Übereinkommen geht bereits geschlossenen oder in Zukunft zu schließenden völkerrechtlichen Übereinkünften, die Bestimmungen über in diesem Übereinkommen geregelte Gegenstände enthalten, nicht vor, sofern die Parteien ihre Niederlassung in Vertragsstaaten einer solchen Übereinkunft haben.“
- Art. 14 der Richtlinie 85/374/EWG des Rates vom 25. Juli 1985 zur Angleichung der Rechts- und Verwaltungsvorschriften der Mitgliedstaaten über die Haftung für fehlerhafte Produkte (EG-Produkthaftungsrichtlinie): „Diese Richtlinie ist nicht auf Schäden infolge eines nuklearen Zwischenfalls anwendbar, die in von den Mitgliedstaaten ratifizierten internationalen Übereinkommen erfasst sind.“[1]

Soweit eine Relationsnorm den Vorrang beziehungsweise Nachrang eines Rechtssatzes gegenüber einem konkurrierenden Rechtssatz anordnet, bleibt für die Anwendung allgemeiner Rechtsanwendungsregeln wie lex specialis derogat legi generali oder lex posterior derogat legi priori kein Raum; sie werden verdrängt.